# Ghiacciaio Rachel
Il ghiacciaio Rachel (in inglese Rachel Glacier) è un ghiacciaio lungo 11 km situato sulla costa di Oscar II, nella parte orientale della Terra di Graham, in Antartide. Il ghiacciaio, il cui punto più alto si trova 551 m s.l.m., fluisce verso est, scorrendo tra la dorsale Krupen e la dorsale Padesh, fino ad entrare nell'insenatura Esasperazione a sud-ovest del picco Mihaylovski.

## Storia
Come molte delle formazioni circostanti, anche il ghiacciaio Rachel è stato battezzato dal Comitato britannico per i toponimi antartici con un nome che avesse a che fare con la baleneria, la Rachel è infatti una nave incontrata durante il suo viaggio dal Pequod, la baleniera protagonista del romanzo Moby Dick o La balena, di Herman Melville.